# GJ 3021
GJ 3021 (auch bekannt als HD 1237) ist ein Stern im Gliese-Jahreiß-Katalog, der wegen seiner Ähnlichkeit zur Sonne und der Existenz eines Exoplaneten von besonderer wissenschaftlicher Bedeutung ist. Der Stern ist vom Spektraltyp G6 V und ist im Sternbild Kleine Wasserschlange zu finden. Die Oberflächentemperatur des Sterns beträgt circa 5600 Kelvin, seine Masse beträgt 90 % der Sonnenmasse. Über das Alter des seit der Entdeckung des Exoplaneten sehr genau untersuchten Sternes gibt es verschiedene Ansichten, die Beurteilungen schwanken je nach Bestimmungsmethode zwischen 150 Millionen und 8,8 Milliarden Jahren. Der Stern ist von der Sonne etwa 57,5 Lichtjahre (17,6 Parsec) entfernt.

## Der Begleiter
Der den Stern umkreisende Exoplanet wird GJ 3021 b genannt und ist wahrscheinlich ein dem Jupiter ähnlicher Gasplanet.